# 短絡インダクタンス

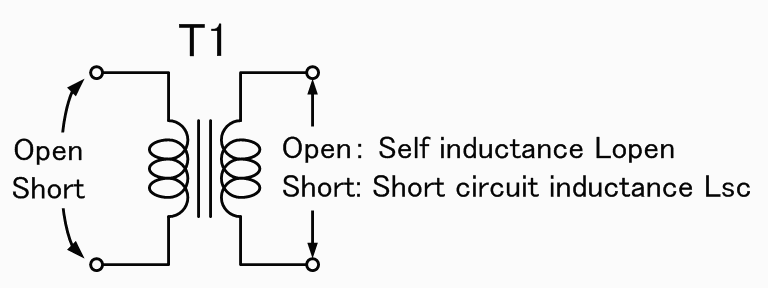
短絡インダクタンスの実測(JIS)

短絡インダクタンス（たんらくインダクタンス、英: Short-circuit inductance）は、変圧器（トランス）の一次巻線あるいは二次巻線の一方を短絡して他方から測った場合のインダクタンスである。一般に変圧器の漏れインダクタンスと呼ばれることが多い。しかし、漏れインダクタンスという用語は電気学会および書籍関係においては、一次巻線あるいは二次巻線の一方の巻線と鎖交し、他方の巻線と鎖交しない磁束（漏れ磁束）によって生じるインダクタンスであるとされており、短絡インダクタンスを慣用的に漏れインダクタンスと呼ぶことで混乱を生じている。

## JIS C6435測定法

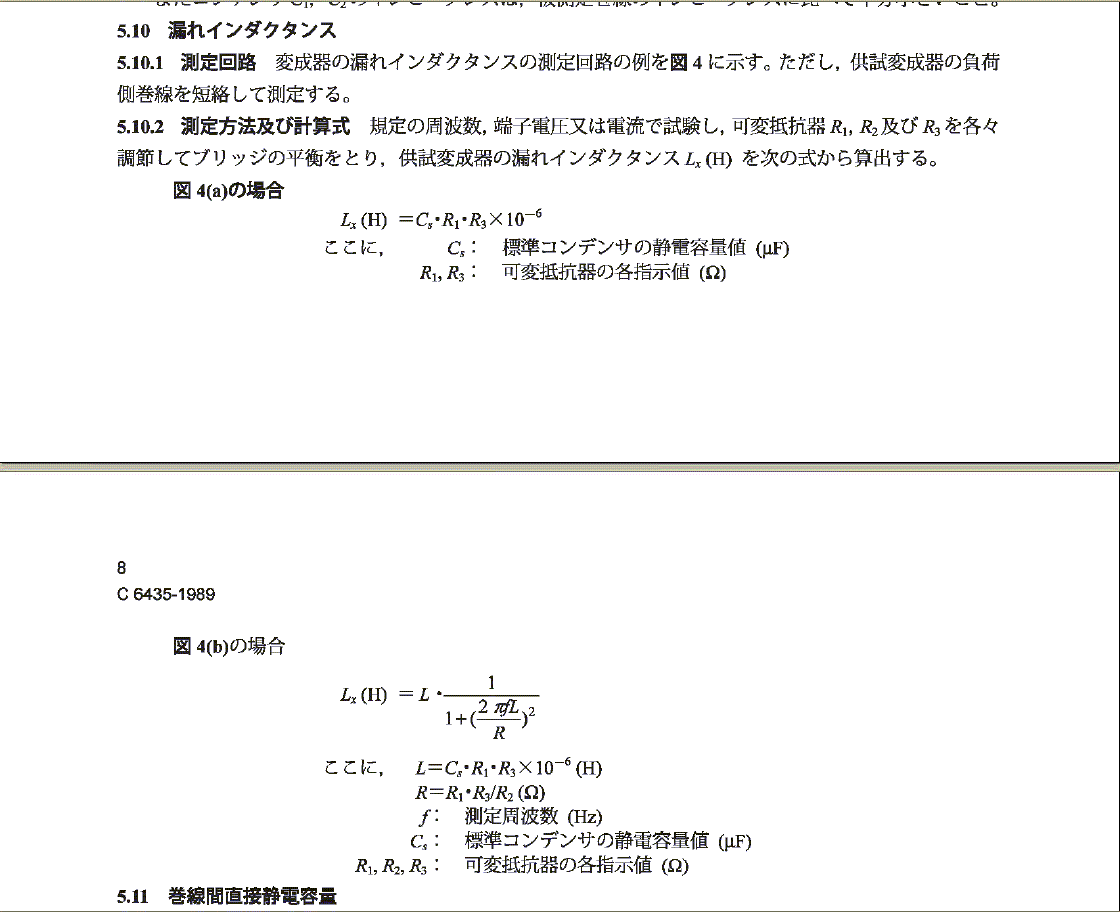
漏れインダクタンス (JIS C6435)

JIS C6435によれば、変圧器の一方の巻線を短絡してブリッジ回路により測定した値を短絡インダクタンスではなく漏れインダクタンスとしている。これは工業会提案に基づくものであり、漏れインダクタンスが既に慣用語となっているために、多くの同工業会系刊行物では既に標準的な用語として扱われている。また、漏れインダクタンスは特許明細書などでも慣用的に使用される一方で、短絡インダクタンスの用語の使用は少ない。漏れインダクタンスのシンボルは一般的にLeと記載されることが多く、短絡インダクタンスのシンボルは、台湾、中国、ドイツにおいてはLk(Kurzschlussinduktivität)と表記されることが多く、英文表記は Short-circuit inductance の略としてLscとされることが多い。

### 補足

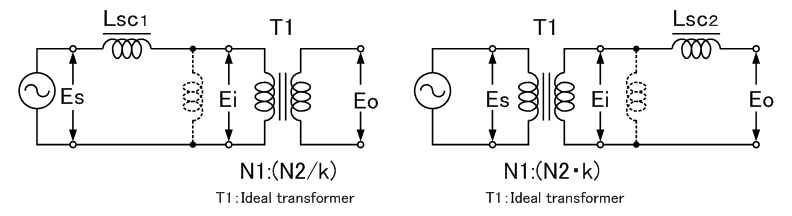
L等価回路と短絡インダクタンスLsc

一次側、二次側の短絡インダクタンスLsc1 、Lsc2 は、結合係数をk として、一次巻線の自己インダクタンスをL1 、二次巻線の自己インダクタンスをL2 とすると、短絡インダクタンス即ち工業会の漏れインダクタンスLscは、
{\displaystyle L_{\mathrm {sc1} }=(1-k^{2})\cdot L_{\mathrm {1} }\,}
{\displaystyle L_{\mathrm {sc2} }=(1-k^{2})\cdot L_{\mathrm {2} }\,}
となる。
この短絡インダクタンスの値は共振変圧器やワイヤレス給電において共振のQ値や磁界調相結合の共振周波数を決める重要なパラメータである。

## JIS C5602 用語の定義

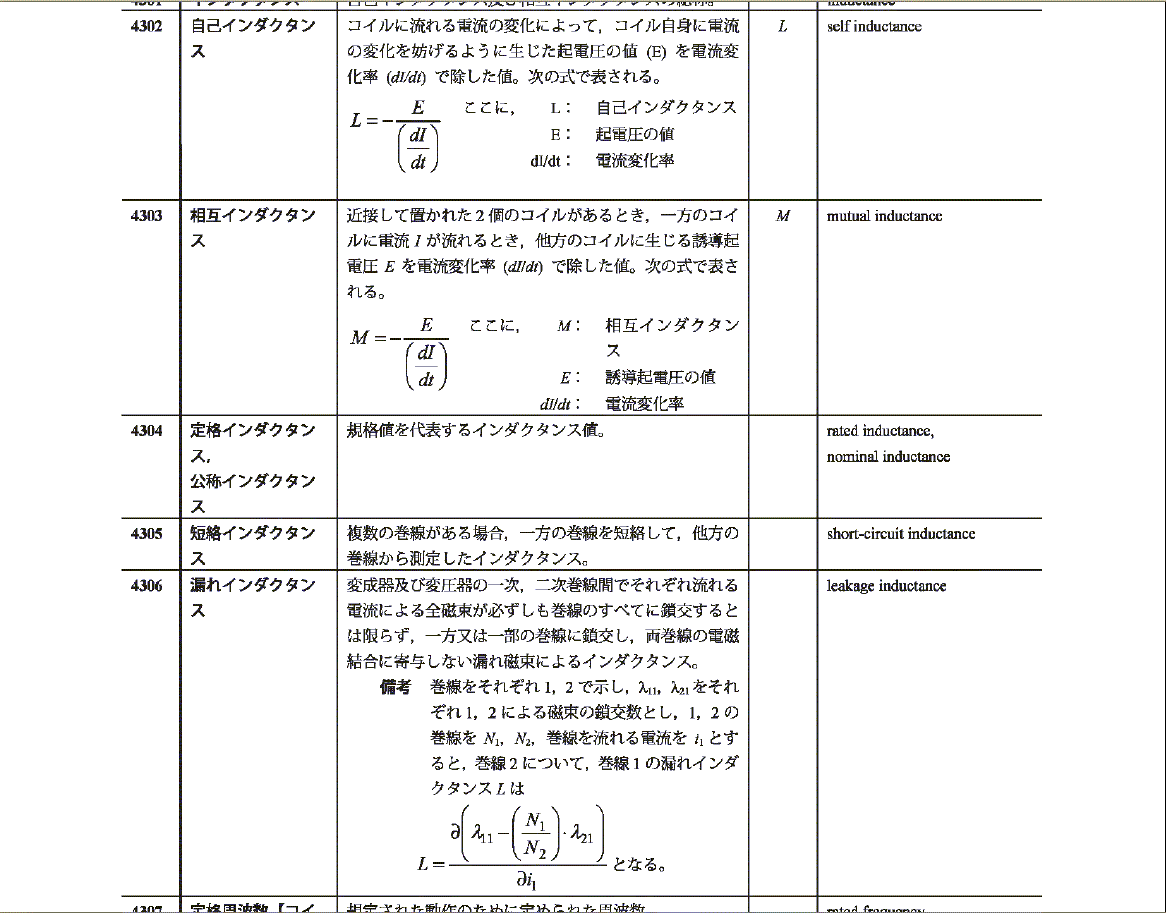
短絡インダクタンス (JIS C5602)

JIS C5602による用語の定義においては、短絡インダクタンスと漏れインダクタンスとは区別されている。この場合の漏れインダクタンスは電気学会および書籍等の定義と一致している。つまり、JIS C6435とJIS C5602とでは用語の示す意味が異なっている。

## 電気学会による定義

変圧器の磁束

電気学会における用語としては短絡インピーダンス、短絡リアクタンスという用語はあるが、短絡インダクタンスという用語は使われない。漏れインダクタンスという用語は電気学会等書籍においては変圧器や電動機の用語として存在する。変圧器の磁束は主磁束（Φ12 またはΦ21 ）と、漏れ磁束とから構成される。一次巻線のみに鎖交する磁束を一次側漏れ磁束Φσ1 といい、二次巻線のみに鎖交する磁束を二次側漏れ磁束Φσ2 という。それぞれの漏れ磁束によって生じるインダクタンスを一次側漏れインダクタンスLe1 、二次側漏れインダクタンスLe2 という。これは、JIS C5602に記載される漏れインダクタンスの値と一致する。一方、JIS C6435測定法により得られる漏れインダクタンスの値とは一致しない。

### 補足
電気学会等書籍等における漏れインダクタンスLe1 、Le2 は結合係数をk として、一次巻線の自己インダクタンスをL1 、二次巻線の自己インダクタンスをL2 とすると、
{\displaystyle L_{\mathrm {e1} }=(1-k)\cdot L_{\mathrm {1} }\,}
{\displaystyle L_{\mathrm {e2} }=(1-k)\cdot L_{\mathrm {2} }\,}
となる。
この定義の漏れインダクタンスと短絡インダクタンスLsc1 、Lsc2 との関係は、
{\displaystyle L_{\mathrm {sc1} }=(1+k)\cdot L_{\mathrm {e1} }\,}
{\displaystyle L_{\mathrm {sc2} }=(1+k)\cdot L_{\mathrm {e2} }\,}
となる。